# Narvik (película)
Narvik (título original: Kampen om Narvik) es una película histórica noruega de 2022 dirigida por Erik Skjoldbjærg y protagonizada por Kristine Hartgen, Carl Martin Eggesbø y Christoph Gelfert Mathiesen, que trata de la invasión alemana de Noruega (1940) durante la Segunda Guerra Mundial y las batallas que hubo entonces en Narvik.

## Argumento
Es el 9 de abril de 1940. En ese día lo impensable sucedió: la flota alemana navegó a lo largo de la costa noruega con el objetivo de apoderarse de las principales ciudades y puertos noruegos. La ciudad costera de Narvik es un punto estratégico para que los alemanes abastezcan de mineral de hierro a su país, y su puerto garantiza el acceso al mineral de hierro procedente de Suecia. Es un artículo de lujo para fabricar armas y equipos y un producto que los alemanes están desesperados por conseguir.
A causa de ello, 200 noruegos de esa ciudad toman las armas y no quieren que sea asediada por Alemania. Entre ellos está el joven sargento Gunnar Tofte. Mientras él lucha por la libertad de su país, su esposa Ingrid se ve obligada a cooperar involuntariamente trabajando como intérprete.

## Reparto
| Actor                       | Personaje                          |
| --------------------------- | ---------------------------------- |
| Kristine Hartgen            | Ingrid Tofte                       |
| Carl Martin Eggesbø         | Cabo Gunnar Tofte                  |
| Christoph Gelfert Mathiesen | Ole Tofte                          |
| Henrik Mestad               | Mayor Sigurd Omdal                 |
| Mathilde Holtedahl Cuhra    | Bjørg                              |
| Stig Henrik Hoff            | Aslak Tofte                        |
| Kari Bremnes                | Petra 'Polly' Gleditsch            |
| Christoph Bach              | Cónsul alemán Fritz Wussow         |
| Billy Campbell              | Cónsul británico George L.D. Gibbs |
| Holger Handtke              | General alemán Eduard Dietl        |

## Producción
Después de siete años de preparación, el rodaje de la película empezó en marzo de 2020 y, después de una interrupción a causa de la COVID-19, terminó en mayo de 2021. Se rodó en Noruega, en las localidades de Narvik, Oslo, Rjukan, Øverbygd y Drammen.

## Recepción
Hoy en día la película ha sido valorada en portales cinematográficos y por críticos profesionales. En IMDb, con aproximadamente 3200 votos registrados, el filme obtiene una media ponderada de 6,5 sobre 10. En cuanto a Rotten Tomatoes, los más de 250 votos registrados en el portal dieron a la producción cinematográfica una valoración media de 3,9 de 5, mientras que los 6 críticos profesionales registrados allí le dan una valoración media de 6,9 de 10. También cabe destacar, que en La Vanguardia el 70% de los usuarios registrados allí le dieron una valoración positiva.